# شهر باستانی آسک
آسک شهری قدیمی و متروکه‌است که در جنوب شرقی هندیجان و کیان کوه واقع شده‌است. آسک در حدودالعالم جنین وصف شده‌است. «دهی است بزرگ و به بر کوه نهاده و بر سر آن کوه آتشی است که دائم همی درفشد شب و روز و حرب ازرقیان آنجا بوده‌است اندر قدیم» این مطلب نشان دهنده آن است که به زمان تحریر حدودالعالم یعنی در اواخر سده چهارم هجری قمری آسک دهی بزرگ بوده و در دامنه کوهی قرار داشت که بر فراز کوه آن آتش فروزان بوده‌است.
مرحوم سلطانعلی سلطانی می‌نویسد: در نزدیکی هندیجان کنونی شهر آسک قدیم واقع بود که بسیاری از جنگ‌های خوارج در نزدیکی آن رخ داده‌است و نام این شهر در بعضی از اشعار شعرای عرب آمده‌است.
بنا به نوشته یکی از قدیمی‌ترین سیاحان عرب تا سده چهارم ه‍.ق آثار قصور عالیه و انبیه عظیمیه باستانی در هندیجان برپا بوده‌است. آثار عظیم آبیاری روزگار باستان در طرفین رودخانه زهره و خیرآباد که در زیدون یکی شده و از وسط هندیجان می‌گذرد، پیداست.
مورخان دربارهٔ آثار آسک نوشته‌اند: ایوان بلندی داشته و آتشکده‌ها و دفینه‌های باستانی و گورهای قدیمی، تابوتها و حجاریهای کتیبه مانند در آسک وجود داشته‌است. کتیبه‌هایی به خط پهلوی بر در غربی ایوان (معبد آتشکده) آسک در سنگ منقوش بوده‌است. در غرب آسک قلعه گنبدی است که قبلاً برج دیده‌بانی آنجا بوده‌است.